# Steinheim am Albuch
Steinheim am Albuch er en kommune i Landkreis Heidenheim i den østlige del af den tyske delstat Baden-Württemberg i det sydlige Tyskland. Den ligger ved den nordlige ende af Schwäbische Alb ved Albuch. Steinheim am Albuch ligger i det for 15 millioner år siden dannede meteoritkrater Steinheimer Becken.

## Geografi
Steinheim og landsbyen Sontheim ligger i Steinheimer Becken, et krater med mellem 503 og 718 meter høje kanter og en diameter på 3,5 km.
Det formodes, at meteoritten, der har dannet krateret, er en del af et større meteor, der har dannet krateret Nördlinger Ries .. Midt i krateret mellem Steinheim og Sontheim ligger Klosterberg, hvor der er meget brugte klatreklipper, Steinhirt. Ved den vestlige ende er der en sandgrube, hvor der er fundet mange fossiler.
Mere end halvdelen af af kommunens område er skovdækket. Dertil kommer et hedeareal på 400 ha på kraterryggen.